# نهائي كأس أوكرانيا 1993
نهائي كأس أوكرانيا 1993 هي المباراة النهائية من منافسة كأس أوكرانيا 1992–93، أقيمت المباراة في 30 مايو 1993، في مجمع أولمبيسكي الوطني الرياضي، بين فريقي دينامو كييف، ونادي كارباتي لفيف، وفاز فيها دينامو كييف، بعد أن هزم نادي كارباتي لفيف، بنتيجة 2 - 1، وحضر المباراة 47000 شخصاً.

## تفاصيل المباراة
لعبت المباراة النهائية في 30 مايو 1993.
| دينامو كييف | 2 -1 | نادي كارباتي لفيف |
| ----------- | ---- | ----------------- |
|             |      |                   |